# Антонио Кубелло
Антонио Кубелло, или Кубелло д’Арбореа (итал. Antonio Cubello, o Cubello d'Arborea; 1396, Ористано — 27 апреля 1463, Ористано) — сардинский дворянин, 2-й маркизом Ористано, граф Гочеано и сеньор Мандролизаи и Оллолаи с 1427 года до своей смерти.

## Происхождение
Антонио был старшим сыном Леонардо Кубелло, сына Сальваторе д’Арбореа и Костанцы Кубелло, и его жены Кирики Дейаны, сардинской дворянки.

## Биография
Он провёл своё детство в Ористано, где он родился. Он также жил там, когда его отец был удостоен титула маркиза Ористано в 1410 году. После получения отцом титула маркиза Ористано юный Антони Кубелло был отправлен ко двору короля Арагона, где он был компаньоном и другом инфанта, будущего Альфонсо V Великодушного.
После смерти отца в сентябре 1427 года Антонио Кубелло собрал наследство, внося экономический вклад в экспедиции своего государя Альфонсо V Арагонского. Именно за эти услуги 14 июня 1437 года Антонио получил от каталонского короля особое разрешение на передачу своих титулов и феодальных владений также по женской линии в случае отсутствия наследников мужского пола. И на самом деле так оно и случилось, учитывая тот факт, что его жена Элеонора ди Кардона, на которой он женился весной 1451 года в исключительном возрасте пятидесяти пяти лет, не родила ему детей.
В 1463 году ему наследовал его младший брат Сальваторе Кубелло, также бездетный.